# زومبي (فلم)
زومبي هو فيلم كوميدي مصري من إخراج عمرو صلاح وتأليف أمين  جمال ووليد أبو المجد ومن بطولة ويزو، علي ربيع، حمدي الميرغني، هاجر أحمد، كريم عفيفي، محمد أوتاكا، عارفة عبد الرسول ومحمد محمود. وهو من الأفلام التي أُطلقت في عيد الفطر 1443 هـ\2022 م.

## وصلات خارجية
- مقالات تستعمل روابط فنية بلا صلة مع ويكي بيانات